# Plesiotrochus souverbianus
Plesiotrochus souverbianus là một loài ốc biển, là động vật thân mềm chân bụng sống ở biển thuộc họ Plesiotrochidae.
It is placed in the Cerithiidae in the Cơ sở dữ liệu sinh vật biển.